# Margaret McKane
Ne pas confondre avec Kitty McKane, sa sœur également joueuse de tennis.
Margaret McKane est une joueuse de tennis britannique des années 1920, née en 1895 et décédée en 1985. Elle est aussi connue sous son nom de femme mariée, Margaret McKane-Stocks.
Aux côtés de sa sœur Kitty, restée plus célèbre, elle a notamment été finaliste en double dames au tournoi de Wimbledon en 1922. 

## Palmarès (partiel)

### Finale en double dames
| No | Date       | Nom et lieu du tournoi      | Catégorie | Surface      | Vainqueures                    | Partenaire   | Score    |  |
| -- | ---------- | --------------------------- | --------- | ------------ | ------------------------------ | ------------ | -------- |  |
| 1  | 26/06/1922 | The Championships Wimbledon | G. Chelem | Gazon (ext.) | Suzanne Lenglen Elizabeth Ryan | Kitty McKane | 6-0, 6-4 |  |

## Parcours en Grand Chelem (partiel)
Si l’expression « Grand Chelem » désigne classiquement les quatre tournois les plus importants de l’histoire du tennis, elle n'est utilisée pour la première fois qu'en 1933, et n'acquiert la plénitude de son sens que peu à peu à partir des années 1950.

### En simple dames
| Année | Championnat d'Australie | Championnat d'Australie | Internationaux de France | Internationaux de France | Wimbledon       | Wimbledon        | US National | US National |
| ----- | ----------------------- | ----------------------- | ------------------------ | ------------------------ | --------------- | ---------------- | ----------- | ----------- |
| 1927  | -                       | -                       | -                        | -                        | 1er tour (1/64) | Cristobel Hardie | -           | -           |
| 1929  | -                       | -                       | -                        | -                        | 1er tour (1/64) | Effie Hemmant    | -           | -           |
| 1930  | -                       | -                       | -                        | -                        | 1er tour (1/64) | Joan Ridley      | -           | -           |
| 1931  | -                       | -                       | -                        | -                        | 1er tour (1/64) | Janet Lawson     | -           | -           |

À droite du résultat, l’ultime adversaire.

### En double dames
| Année | Championnat d'Australasie Championnat d'Australie | Championnat d'Australasie Championnat d'Australie | Championnat de France Internationaux de France | Championnat de France Internationaux de France | Wimbledon                    | Wimbledon                 | US National | US National |
| ----- | ------------------------------------------------- | ------------------------------------------------- | ---------------------------------------------- | ---------------------------------------------- | ---------------------------- | ------------------------- | ----------- | ----------- |
| 1922  | -                                                 | -                                                 | -                                              | -                                              | Finale Kitty McKane          | S. Lenglen E. Ryan        | -           | -           |
| 1928  | -                                                 | -                                                 | -                                              | -                                              | 2e tour (1/16) C. Beckingham | Chamberlain Agnes Tuckey  | -           | -           |
| 1929  | -                                                 | -                                                 | -                                              | -                                              | 1er tour (1/32) Chamberlain  | Betty Nuthall E. Ryan     | -           | -           |
| 1930  | -                                                 | -                                                 | -                                              | -                                              | 3e tour (1/8) Chamberlain    | E. Ryan Helen Wills       | -           | -           |
| 1931  | -                                                 | -                                                 | -                                              | -                                              | 3e tour (1/8) Nancy Lyle     | Anna McCune M. Gladman    | -           | -           |
| 1933  | -                                                 | -                                                 | -                                              | -                                              | 3e tour (1/8) M. Mellows     | Jędrzejowska Kay Stammers | -           | -           |

Sous le résultat, la partenaire ; à droite, l’ultime équipe adverse.